# 咱喜鲁丁
咱喜鲁丁（?—?），元朝大臣，元世祖时中书平章政事。
元世祖至元十九年（1282年），担任中书省参知政事，因为党附阿合马，被按罪逮问。不久，被释放回家。至元二十八年（1291年）九月辛丑，平章政事麦术丁商议中书省事，咱喜鲁丁为中书平章政事。一直到至元三十年（1293年）。